# 反社会党人非常法案

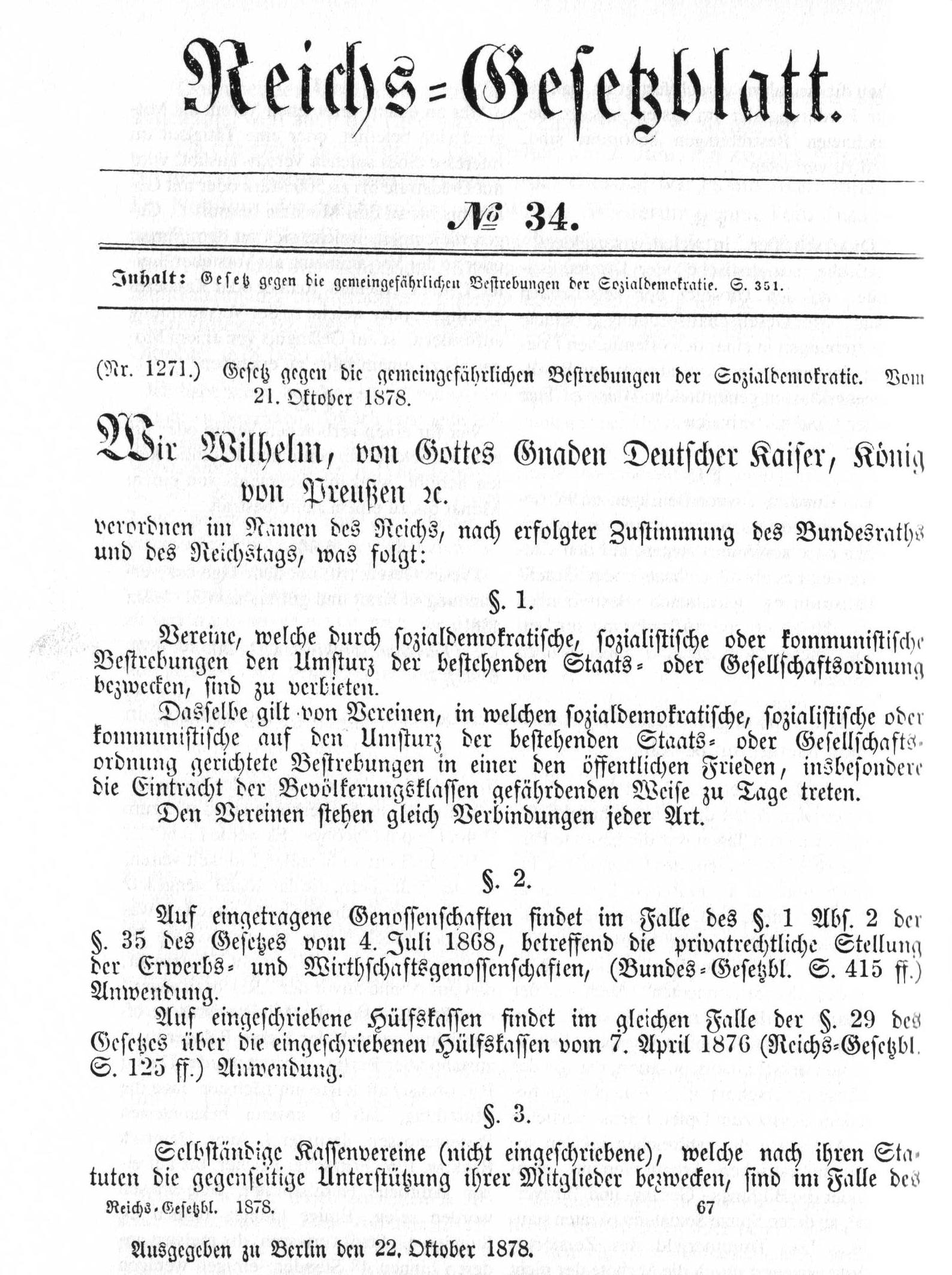

《反社会党人非常法案》（德語：Sozialistengesetze），正式名称为《反对社会民主党企图进行危害治安的法令》（德語：Gesetz gegen die gemeingefährlichen Bestrebungen der Sozialdemokratie），是德国首相俾斯麦政府颁布的镇压社会主义者的法律。1878年10月19日在德意志帝国议会通过。该法共30条，规定社会主义、社会民主主义、共产主义的组织皆属于非法，其各种活动必须解散，禁止为该类组织印刷宣传品和提供集会场所，在公共安全受威胁的城市小戒严，从事受禁处罚款或判刑。该法令一直持续至1881年3月31日，期间得到多次延长。1890年，俾斯麦辞职后，该法令停止生效。

## 影響
《反社會黨人法》將德國社會民主黨和社會主義的工會組織置於非法地位。該法實施期間，約1350多種出版物被查禁，約有1500人被判處總數達850年的監禁，並使893名黨的領袖被驅逐出其居留地，還有些人被迫流亡國外，另外還有325個協會被解散。最爲嚴重的是第二十八條，被稱爲 “小戒嚴”狀態，第二十八條不僅限制了社會民主黨，還使工人運動，一時處於低潮。在馬克思和恩格斯的幫助下，德國社會民主黨制定了將合法鬥爭與非法鬥爭相結合的策略，經過英勇鬥爭，逐漸恢復和壯大了自己的組織。